# Championnat des Îles Turques-et-Caïques de football 2019-2020
Navigation
Édition précédente Édition suivante
La saison 2019-2020 du championnat des Îles Turques-et-Caïques de football est la vingt-deuxième édition de la Provo Premier League, le championnat de première division des Îles Turques-et-Caïques.
Pour cette édition, le calendrier est divisé en deux périodes, un tournoi d'ouverture d'octobre à février et un tournoi de clôture au printemps 2020. Les SWA Sharks terminent le tournoi d'ouverture en tête et se qualifie pour la phase finale de fin de saison, en compagnie de leur dauphin, l'Academy Jaguars. Néanmoins, alors que le tournoi de clôture vient tout juste de débuter et que seulement cinq rencontres ont été jouées, la pandémie de Covid-19 contraint à la suspension puis à l'abandon du tournoi. En qualité de vainqueur du tournoi d'ouverture, le SWA Sharks FC est sacré champion pour cette saison 2019-2020.

## Les équipes participantes
Depuis 2018, l'AFC Academy présente deux équipes dans ce championnat. L'Academy Jaguars est l'équipe première tandis que l'Academy Eagles fait office d'équipe réserve. En 2019-2020, le club ajoute une nouvelle formation, l'Academy Falcons.
| \| Providenciales : AFC Academy Beaches FC Blue Hills FC Flamingo FC SWA Sharks Providenciales \| Localisation des équipes engagées. |
| Providenciales : AFC Academy Beaches FC Blue Hills FC Flamingo FC SWA Sharks Providenciales                                          |

| Équipe          | Classement 2019 | Ville (île)                             | Stade                  |
| --------------- | --------------- | --------------------------------------- | ---------------------- |
| Academy Jaguars | Champion        | Providenciales (Providenciales)         | TCIFA National Academy |
| Beaches FC      | Finaliste       | Venetian Road (Providenciales)          | TCIFA National Academy |
| Flamingo FC     | Demi-finaliste  | Five Cays & Blue Hills (Providenciales) |                        |
| SWA Sharks      | 5e              | Grace Bay (Providenciales)              | TCIFA National Academy |
| Academy Eagles  | 6e              | Providenciales (Providenciales)         | TCIFA National Academy |
| Academy Falcons | Nouvelle équipe | Providenciales (Providenciales)         | TCIFA National Academy |
| Blue Hills FC   | Nouvelle équipe | Five Cays & Blue Hills (Providenciales) |                        |

Légende des couleurs
- Tenant du titre
- Nouvelle équipe

## Compétition
L'AFC Academy présente deux équipes dans ce championnat. L'Academy Jaguars est l'équipe première tandis que l'Academy Eagles fait office d'équipe réserve. En 2019-2020, le club ajoute l'Academy Falcons comme autre équipe réserve dans la ligue.
Cette saison est présentée sous la forme de deux tournois (ouverture et clôture). Les deux meilleures équipes de chaque tournoi se retrouvent en fin de saison pour une phase finale disputée en matchs à élimination directe afin de déterminer le champion national 2019-2020. Malheureusement, la pandémie contraint à la suspension puis l'arrêt définitif du tournoi de clôture. Le vainqueur du tournoi d'ouverture, les SWA Sharks, est donc déclaré champion.
Le barème de points servant à établir le classement se décompose ainsi :
- Victoire : 3 points
- Match nul : 1 point
- Défaite : 0 point

### Tournoi d'ouverture
| Rang | Équipe              | Pts | J  | G  | N | P  | Bp | Bc | Diff |
| ---- | ------------------- | --- | -- | -- | - | -- | -- | -- | ---- |
| 1    | SWA Sharks          | 30  | 12 | 10 | 0 | 2  | 36 | 14 | +22  |
| 2    | Academy Jaguars T   | 28  | 12 | 9  | 1 | 2  | 48 | 19 | +29  |
| 3    | Beaches FC          | 27  | 12 | 9  | 0 | 3  | 37 | 14 | +23  |
| 4    | Flamingo FC         | 16  | 12 | 5  | 1 | 6  | 35 | 24 | +11  |
| 5    | Blue Hills FC (N)   | 15  | 12 | 5  | 0 | 7  | 26 | 27 | -1   |
| 6    | Academy Falcons (N) | 9   | 12 | 3  | 0 | 9  | 25 | 63 | -38  |
| 7    | Academy Eagles      | 0   | 12 | 0  | 0 | 12 | 12 | 58 | -46  |

|  | Qualification pour la phase finale de fin de saison |
|  | T : Tenant du titre (N) : Nouvelle équipe           |

### Tournoi de clôture
Voici le classement au moment de la suspension du tournoi.
| Rang | Équipe              | Pts | J | G | N | P | Bp | Bc | Diff |
| ---- | ------------------- | --- | - | - | - | - | -- | -- | ---- |
| 1    | Academy Eagles      | 6   | 2 | 2 | 0 | 0 | 9  | 6  | +3   |
| 2    | Beaches FC          | 4   | 2 | 1 | 1 | 0 | 3  | 0  | +3   |
| 3    | Academy Jaguars T   | 3   | 1 | 1 | 0 | 0 | 3  | 2  | +1   |
| 4    | SWA Sharks          | 1   | 1 | 0 | 1 | 0 | 0  | 0  | 0    |
| 5    | Academy Falcons (N) | 0   | 1 | 0 | 0 | 1 | 5  | 6  | -1   |
| 6    | Blue Hills FC (N)   | 0   | 1 | 0 | 0 | 1 | 2  | 3  | -1   |
| 7    | Flamingo FC         | 0   | 2 | 0 | 0 | 2 | 1  | 6  | -5   |

|  | Qualification pour la phase finale de fin de saison |
|  | T : Tenant du titre (N) : Nouvelle équipe           |

## Statistiques

### Buteurs
Ce tableau reprend le classement des meilleurs buteurs de l'édition 2019-2020 du championnat.
| Rang | Nom              | Équipe          | Buts |
| 1    | Rouby Philius    | Flamingo FC     | 19   |
| 2    | Patrick Alouidor | Academy Jaguars | 16   |
| 3    | Raymond Burey    | Academy Jaguars | 15   |

## Bilan de la saison
| Championnat des Îles Turques-et-Caïques de football 2019-2020 |                       |
| Champion                                                      | SWA Sharks (2e titre) |
| Qualifications continentales                                  |                       |
| Caribbean Club Shield 2021                                    | Aucun inscrit         |